# Ian Underwood
Ian Robertson Underwood (* 22. května 1939 New York) je americký hudebník a hudební skladatel. Nejvíce se proslavil spoluprací se skupinou The Mothers of Invention. Také spolupracoval s mnoha dalšími hudebníky, mezi které patří i Frank Zappa nebo Alphonse Mouzon. Jeho manželka Ruth Komanoff (Underwood) byla také členkou skupiny Mothers of Invention. Rozvedli se v roce 1974.

## Diskografie

### The Mothers of Invention
- We're Only in It for the Money (1968)
- Cruising with Ruben & the Jets (1968)
- Uncle Meat (1969)
- Burnt Weeny Sandwich (1970)
- Weasels Ripped My Flesh (1970)
- Fillmore East - June 1971 (1971)
- Just Another Band from L.A. (1972)

### Frank Zappa
- Hot Rats (1969)
- Chunga's Revenge (1970)
- 200 Motels (1971)
- Over-Nite Sensation (1973)
- Apostrophe (') (1974)
- Zoot Allures (1976)

### Jean-Luc Ponty
- King Kong: Jean-Luc Ponty Plays the Music of Frank Zappa (1970)